# Benimaurell
Benimaurell (o poble de dalt) és un dels quatre nuclis de població que formen la Vall de Laguar a la Marina Alta. Es troba a 547 msnm. Aquest és el poble més alt dels que componen la Vall de Laguar. El topònim de "Benimaurell" fa referència a "Fill del Moret". A la Plaça del poble trobem una antiga morera, una Biblioteca Municipal i l'església de Sant Cosme i Sant Damià.